# Røldals kommun
Røldals kommun (norska: Røldal kommune) var en kommun i Hordaland fylke i västra Norge. Kommunen omfattade den sydöstra delen av nuvarande Ullensvangs kommun. Tätorten Røldal utgjorde kommunens centralort.

## Administrativ historik
Røldals kommun upprättades den 1 januari 1838 (som Røldal formannskapsdistrikt) när Formannskapslovene från 1837 trädde i kraft.
Den 1 januari 1964 gick kommunen upp i  Odda kommun. Kommunens hade då 676 invånare.
Området utgör sedan den 1 januari 2020 en del av Ullensvangs kommun.